# Alois Buchner
Alois Buchner, auch Aloys Buchner OSB (* 23. März 1783 in Murnau am Staffelsee; † 29. August 1869 in Passau) war ein deutscher römisch-katholischer Theologe.

## Leben
Buchner, ein Sohn von Joseph Buchner und Maria geb. Bessenbacher, erhielt seine Schulbildung an der Klosterschule des Klosters Beuerberg und am Gymnasium des Klosters Benediktbeuern. 1799 trat er in den Benediktinerorden ein. Nach dem Noviziatsjahr in Kloster Rott am Inn studierte er ab 1800  Philosophie in Benediktbeuern und München und anschließend ab 1803 Theologie in Landshut, wo besonders Johann Michael Sailer und Patritius Benedikt Zimmer großen Einfluss auf ihn gewannen. Nach der Priesterweihe am 23. Juni 1806 in Augsburg und der Promotion zum Dr. theol. am 13. September 1806 wurde er Kaplan in Krumbach. 1816 wurde er Pfarrer und Schulinspektor in Rieden am Forggensee. 1818 wurde er Dozent für Dogmatik am Königlichen Lyzeum Dillingen. 1824 wurde er ordentlicher Professor für Dogmatik und Enzyklopädie der theologischen Wissenschaften an der Universität Würzburg. 1827 wurde er ordentlicher Professor für Dogmatik an der LMU München. 1838 wurde er Domkapitular in Passau. Von 1840 bis 1857 war er Rektor des Lyzeums in Passau. 1850 verlieh ihm König Maximilian II. Joseph das Ritterkreuz I. Klasse des Verdienstordens vom Hl. Michael.
In seinen Lehrbüchern der Dogmatik schloss sich Buchner an Zimmer an, ohne aber dessen philosophische Spekulation nachzuahmen.

## Schriften (Auswahl)
- Summa theologiae dogmaticae. 3. Bde. in 4 Teilbden, München 1829–1830.
- Grundsätze der Erziehung und des Unterrichtes. Sulzbach 1838.
- Encyclopaedie und Methodologie der theologischen Wissenschaften. Sulzbach 1838.